# Experimento de asociación de palabras

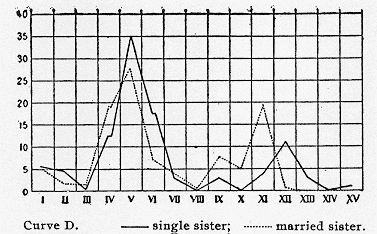
El método de asociación.

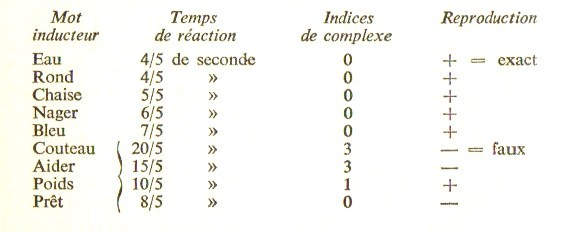
Un ejemplo de una prueba de libre asociación según C.G. Jung que revela los complejos psíquicos.

Se denomina experimento de asociación de palabras a un test psicológico desarrollado por el psiquiatra Carl Gustav Jung en los inicios de su carrera científica, caracterizado por la presentación de un listado de términos que a modo de estímulos o incentivos cuidadosamente seleccionados exigía a sus pacientes la expresión espontánea de sus asociaciones lingüísticas inmediatas.

## Desarrollo
Obviamente no se trata de ningún descubrimiento inédito, pues investigadores precedentes ya habían trabajado en su progresiva creación y desarrollo, incluido Sigmund Freud.
La diferenciación y exclusividad en Jung radicó en pasar de un interés centrado en el contenido concreto de las respuestas emitidas, a observar el carácter cualitativo de las mismas, expresado en las respuestas fisiológicas registradas, así como en aspectos tales como la demora en satisfacer la pregunta, incluso aunque fuera mínima, lo cual ofrecía cuantiosa información sobre lo inconsciente y sus procesos.
Todo ello podía estar indicando temas emocionalmente cargados en la situación actual y vital de la persona en experimentación o análisis, y de lo cual no era consciente.
A posteriori conformaría una variable de considerable importancia a la hora de verificar y emitir la existencia de constelaciones en lo inconsciente, a las que denominaría complejos. En el núcleo de cada uno de estos complejos, que son constituyentes fundamentales de lo inconsciente personal, residiría el arquetipo, conformador a su vez de lo inconsciente colectivo.